# جریان زندگی (فیلم)
جریان زندگی (به هندی: Jeevan Dhaara)، فیلمی هندی محصول سال ۱۹۸۲ و به کارگردانی تاتیننی راما رائو است. در این فیلم بازیگرانی همچون ریکا، راج بابار، راکیش روشن، آمل پالکار، سیمپل کاپادیا و کانواجیت سینگ ایفای نقش کرده‌اند.